# بلوهار
بلوهار (به لاتین: Beluhar) یک روستا در بنگلادش است که در استان باریسال و در ناحیه باریسال واقع شده است.